# Beatrice Draghetti
Beatrice Draghetti (née le 3 mars 1950 à Bologne, en Émilie-Romagne) est une femme politique italienne, actuellement présidente de la province de Bologne.  

## Biographie
Diplômée en philosophie, Beatrice Draghetti est pendant longtemps dans la direction de l'Action catholique. Depuis 1974, elle enseigne dans plusieurs écoles de Bologne et des environs (S. Lazzaro, Porretta, S. Pietro in Casale, Toscanella di Dozza). Elle est également enseignante à l'institut d'observation des mineurs « Siciliani », situé à Via del Pratello à Bologne.
En 1995 commence son activité politique, avec notamment le départ de l'autobus dit « pullman » de Romano Prodi. Elle devient coordinatrice provinciale des « Comités pour l'Italie que nous voulons » (Comitati per l'Italia che vogliamo), formés à l'initiative de Prodi. En 1996, elle devient ministre provinciale de l'instruction (assessore all'istruzione), charge qu'elle conserve après les élections de 1999. 
Uliviste convaincue, elle adhère d'abord au parti « i Democratici » et actuellement elle est inscrite à La Margherita.

## Sources
- Texte traduit du site officiel de Beatrice Draghetti